# Pseudolaelia canaanensis
Pseudolaelia canaanensis là một loài thực vật có hoa trong họ Lan. Loài này được (Ruschi) F.Barros miêu tả khoa học đầu tiên năm 1994.